# 真鶴町
真鶴町（日语：／ Manazuru machi */?）是神奈川縣西南部真鶴半島及其周邊的一町。自古以來就是上等石材小松石的產地。町名由來于在地圖上，該町的形狀類似于一只鶴。

## 交通

### 鐵路
東日本旅客鐵道
- 東海道本線：真鶴站

### 道路
- 真鶴道路
- 國道135號
- 神奈川縣縣道739號真鶴本島公園線
- 神奈川縣縣道740號小田原湯河原線